# 서식 있는 텍스트 포맷
서식 있는 텍스트 포맷 또는 리치 텍스트 포맷(Rich Text Format, 줄여서 RTF)은 마이크로소프트사가 1987년에 개발한 규격인 사유의 문서 파일 형식이며 크로스 플랫폼 문서 교환을 위하여 만들어졌다.
대부분의 문서 처리 프로그램은 일부 버전의 RTF를 읽고 쓸 수 있다. 몇 가지 버전의 RTF 규격이 있으며 파일의 포팅은 어떠한 버전의 RTF가 쓰이느냐에 따라 결정된다. RTF 규격은 주요 마이크로소프트 워드/마이크로소프트 오피스 버전에 따라 변경되어 출판된다.

## 버전
- 1987년: RTF 1.0
- 1994년 1월: RTF 1.3
- 1997년 4월: RTF 1.5
- 1999년 5월: RTF 1.6
- 2001년 8월: RTF 1.7
- 2004년 4월: RTF 1.8
- 2008년 3월: RTF 1.9.1

| RTF 버전 | 출판일                             | 마이크로소프트 워드 버전         | MS 워드 출시일 | 참고 |
| -------- | ---------------------------------- | -------------------------------- | -------------- | --- |
| 1.0      | 1987                               | 마이크로소프트 워드 3            | 1987           | 최신 버전 6/92                                                                                               |
| 1.1      |                                    |                                  |                | 글꼴 포함 - 글꼴 데이터는 파일 안에 포함시킬 수 있다                                                         |
| 1.2      | 1993                               |                                  |                | [ 14 ] [ 15 ]                                                                                                |
| 1.3      | 1994년 1월                         | 마이크로소프트 워드 6            | 1993           | 1/94 GC0165                                                                                                  |
| 1.4      | 1995년 9월                         | 마이크로소프트 워드 95/워드 7    | 1995           | |
| 1.5      | 1997년 4월                         | 마이크로소프트 워드 97/워드 8    | 1997           | 유니코드 RTF - 16비트 유니코드 문자 인코딩 지원                                                              |
| 1.6      | 1999년 5월                         | 마이크로소프트 워드 2000/워드 9  | 1999           | |
| 1.7      | 2001년 8월                         | 마이크로소프트 워드 2002/워드 10 | 2001           | 8/2001– 워드 2002 RTF 규격                                                                                   |
| 1.8      | 2004년 4월                         | 마이크로소프트 워드 2003/워드 11 | 2003           | 10/2003– 워드 2003 RTF 규격                                                                                  |
| 1.9.1    | 2008년 3월 19일 (1.9 - 2007년 1월) | 마이크로소프트 워드 2007/워드 12 | 2006           | XML 마크업 사용 - 사용자 지정 XML 태그, 스마트태그, 수학 요소 - 오피스 오픈 XML 규격 (Ecma-376, Part 4) 준수 |

## 형식
기본 파일 확장자는 .rtf이며, MIME 유형은 text/rtf이다. 형태 부호는 'RTF.'이다.